# Alchemilla sciadiophylla
Alchemilla sciadiophylla é uma espécie de rosácea do gênero Alchemilla, pertencente à família Rosaceae.